# Martin Pike
Martin Pike   (Tendring, 12 de juliol de 1920 - Taunton, 10 de gener de 1997) va ser un atleta anglès, especialista en el 400 metres, que va competir durant la dècada de 1940.
El 1948 va prendre part en els Jocs Olímpics de Londres, on quedà eliminat en sèries en els 4x400 metres relleus del programa d'atletisme.
En el seu palmarès destaca una medalla d'or en la cursa dels 4x400 metres del Campionat d'Europa d'atletisme de 1950. Formà equip amb Les Lewis, Angus Scott i Derek Pugh. El 1939 es proclamà campió britànic Junior de l'AAA de les 440 iardes.

## Millors marques
- 400 metres. 48.6" (1950)[1]